# Cordón del Plata
Cordón del Plata är en bergskedja i Argentina.   Den ligger i provinsen Mendoza, i den centrala delen av landet, 1 000 km väster om huvudstaden Buenos Aires.
Cordón del Plata sträcker sig 43 km i nord-sydlig riktning. Den högsta toppen är Cerro del Plata, 5 433 meter över havet.
Topografiskt ingår följande toppar i Cordón del Plata:
- Cerro del Plata
- Cerro Santa Clara

Trakten runt Cordón del Plata är permanent täckt av is och snö. Runt Cordón del Plata är det glesbefolkat, med 13 invånare per kvadratkilometer.